# Leupoldsdorf

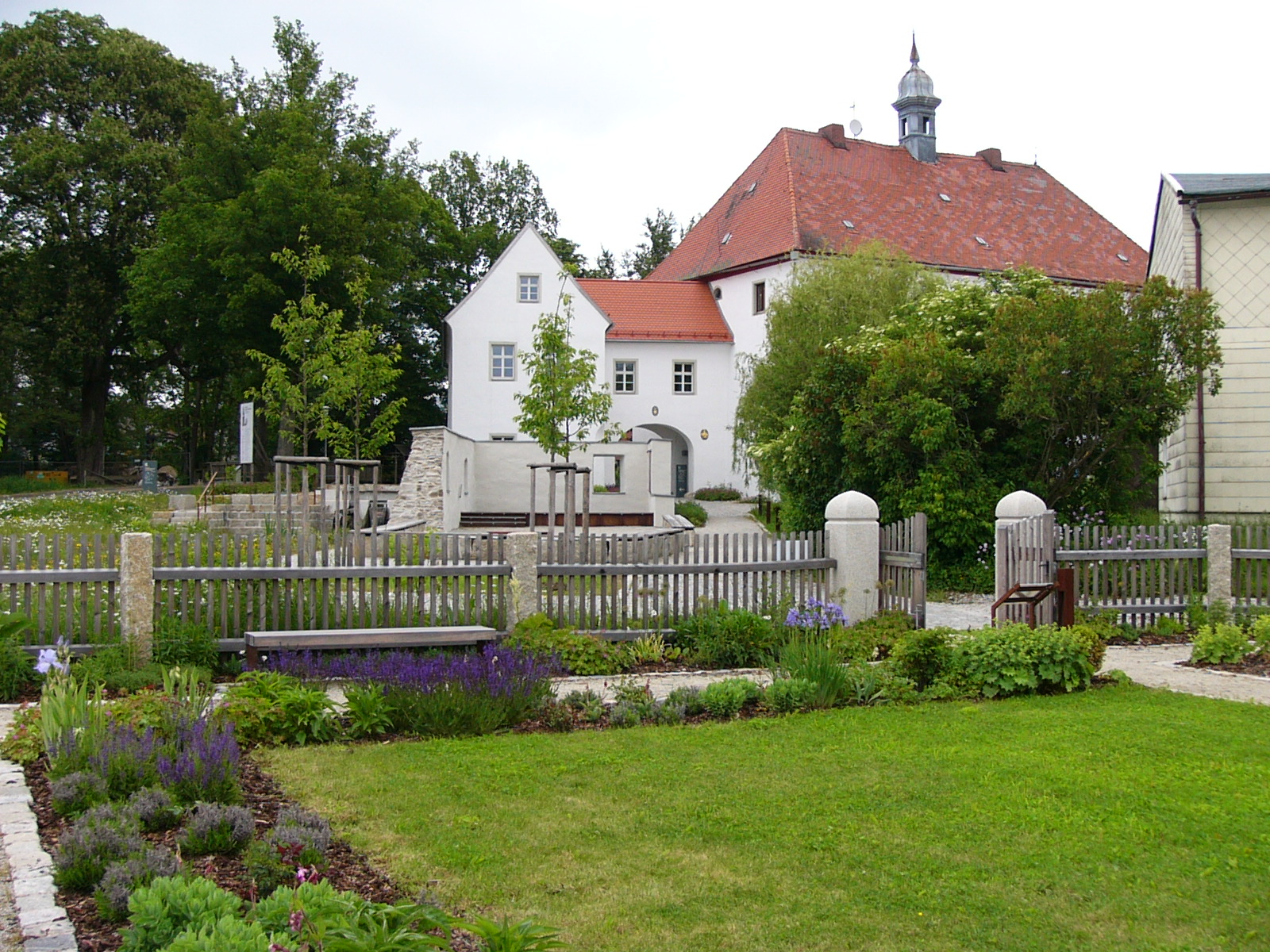
Hammerschloss mit Park in der Ortsmitte

Leupoldsdorf (mit Leupoldsdorferhammer)  ist ein Gemeindeteil der Gemeinde Tröstau  im Landkreis Wunsiedel im Fichtelgebirge (Oberfranken, Bayern).

## Geographie
Leupoldshammer liegt im Fichtelgebirge in Oberfranken. Die Röslau durchquert den Ort, zahlreiche kleinere Fließgewässer haben dort ihren Ursprung. Das Dorf ist von dichtem Wald umgeben, der sich über das gesamte Schneebergmassiv erstreckt und sich nur in Richtung Wunsiedel öffnet. Leupoldsdorf liegt am Fuße der Platte, eines Berges, auf dem riesige Granitplatten lagern. Ein etwas tiefer liegender Granitsteinbruch ist schon von Weitem zu sehen.
Zwischen Vordorfermühle und Leupoldsdorf liegt der Ort Waffenhammer, eine kleine Siedlung an der Röslau.
Die Röslau trennt auch das östliche Leupoldsdorf vom Ortsteil Leupoldsdorferhammer. Neben dem alten Schloss befand sich früher ein Hammerwerk.

## Geschichte
Am 29. Dezember 1393 wurden bei einer Grenzverrainung des herrschaftlichen Waldes auch zwei Zeugen „von Lewpoltorf“ genannt. 
Am 30. April 1432 erhielt Ulrich von Taubenmerckel den Eisenhammer zu Leupoldsdorf vom Bayreuther Markgrafen verliehen „als derselb Hammer von alter her kommen ist“, was bedeutet, dass schon früher ein Hammer bestanden haben muss. Unter den nachfolgenden Besitzern Franck (ab 1563) und Schreyer (ab 1620) entwickelte sich das Hammerwerk. 1708 übernahmen es die Müller, die auch den Neuenhammer bei Tröstau sowie den Hochofen und den Zainhammer bei Meierhof (bei Weißenstadt) besaßen. Unter Johann Christoph von Müller (* 6. Mai 1785, geadelt 1816, † 18. November 1830) hatte der Leupoldsdorfer Hammer seine Blütezeit; im Blechhammer, Stabhammer und Zainhammer verdienten Arbeiter ihren Lohn; Köhler und Fuhrleute gehörten ebenfalls zum Hammerwerk. Albert Hugo von Müller, der letzte Hammerherr, musste wegen Unrentabilität den Betrieb einstellen.
Leupoldsdorf war Endstation der Stichbahn Holenbrunn – Wunsiedel – Tröstau – Leupoldsdorf (Einweihung der Strecke Wunsiedel – Leupoldsdorf am 7. November 1913, letzter fahrplanmäßiger Personenzug am 27. September 1975, Stilllegung der Strecke am 23. Mai 1993). Die Bahntrasse Tröstau – Leupoldsdorf ist nun Rad- und Wanderweg. Nordwestlich von Leupoldsdorf erhebt sich der Feuerberg, eine Fundstelle steinzeitlicher Artefakte.

## Tourismus
Leupoldsdorf ist Ausgangspunkt für Wanderungen, im Ort gibt es mehrere Fremdenzimmer.
Auf einem geologisch-historischen Lehrpfad erläutern Schautafeln die Geologie der Gegend. Außerdem wurde im Wald ein Erlebnispfad neu eingerichtet. Gleich nebenan befindet sich der Petzelweiher, ein Badeweiher mit Kiosk. Daran schließt sich eine Tennisanlage an. Nördlich von Leupoldsdorf liegt der Strudelweiher.

## Vereine
Im gesamten Fichtelgebirge bekannt ist die vom Burschenverein organisierte „Leupoldsdorfer Kirwa“. Außerdem stellt der Burschenverein (BVL) den Maibaum auf und lädt jeden Dezember zum Altennachmittag im Alten Schulhaus ein. Weiterhin vermietet der BVL 7 Toilettenwägen und drei Festzelte in verschiedenen Größen. Vom 5. bis 7. Juli 2024 feiert der BVL sein 50-jähriges Vereinsjubiläum mit einem großen Bundesburschentreffen.
Die Freiwillige Feuerwehr veranstaltet alljährlich ein Feuerwehrfest. Der Gesangsverein hatte über zehn Jahre einen Kinder- und Jugendchor.

## Gebäude
Der herausragende Gebäudekomplex ist das Leupoldsdorfer Schloss des ehemaligen Hammerherren von Müller (jetzt Gaststätte). Das Herrenhaus stammt aus dem 17. Jahrhundert und wurde 1815/16 umgebaut. Es besitzt ein Walmdach mit Dachreiter in Barockform; im Erdgeschoss befinden sich Räume mit Tonnen- bzw. Kreuzgewölben. An der Westseite ist das Wappen der Familie von Müller angebracht, am Torbau befinden sich zwei Wappen der Familie Schreyer.
Im angebauten Torhaus sind seit dem 16. Oktober 2010 eine Info-Stelle des Naturparks Fichtelgebirge und eine Ausstellung über die damaligen Besitzverhältnisse und die Eisenherstellung und -verarbeitung untergebracht. In unmittelbarer Umgebung des Hammerherrenhauses wurde 2010 der einstige Park der Hammerherren rekonstruiert und trägt nun den Namen Kurpark.
Das alte Leupoldsdorfer Schulhaus wird als Veranstaltungsraum genutzt. Heute befindet sich die Grundschule in Tröstau, die Hauptschule mit der 5. und 6. Klasse in Nagel und der 7. bis 9. Klasse in Tröstau. 

## Verkehrsanbindung
Leupoldsdorf liegt an der Kreisstraße zwischen der Bundesstraße 303 und Weißenstadt. Eine Ortsstraße führt nach Tröstau, Schönbrunn und Vordorfermühle. Die Straße Leupoldsdorf – Hildenbach über die Hildenmühle ist für den Kraftfahrzeugverkehr gesperrt. 
Die B 303 verbindet die A 9 mit der A 93 und ist Hauptverkehrsader im Auslandsverkehr nach Tschechien. 
Früher hatte Leupoldsdorf einen Bahnhof und war Endpunkt der Nebenstrecke Holenbrunn – Wunsiedel – Tröstau – Leupoldsdorf. Die Strecke wurde stillgelegt; die Trasse wird zum Teil als Fahrradweg benutzt. Am ehemaligen Bahnhof Leupoldsdorf beginnt der internationale Brückenradweg von Leupoldsdorf über Wunsiedel und Selb ins tschechische Aš.